# Локалита Кампињано (Бергамо)
Локалита Кампињано је насеље у Италији у округу Бергамо, региону Ломбардија.
Према процени из 2011. у насељу је живело 9 становника. Насеље се налази на надморској висини од 506 м.